# Sture Lindströms orkester
Sture Lindströms orkester är en svensk orkester som bildades 1963. Tre av medlemmarna har varit med hela tiden: orkesterledare Sture Lindström, samt Evert Anderson och Sune Dahlund. Lennart Eltin ersatte Sören Engström 1971. Nuvarande pianisten Torkel Fäst kom med 1988. Tidigare pianister var Enar Andersson och Göran Storm.
På repertoaren finns modern pop och dansmusik, Glenn Miller och Frank Sinatra, vals, hambo, schottis och stilla vals. Orkestersättningen består av elpiano, tenorsax, bas, gitarr, trummor och sång.
Sture Lindströms orkester spelade på Sälens högfjällshotell i nio år (1975–1984; nyår, vecka 12 och påsk) och Storliens högfjällshotell påskveckan i tio år (1986–1996). De spelar varje sommar i Stockholm på Mosebacke och Hasselbacken och driver i egen regi Klubb Dansant Valhalla i Sandviken under höst- och vintermånaderna.